# イデオネーラ属
イデオネラ属はコマモナス科に属するグラム陰性非芽胞形成好気性桿菌で極鞭毛を持ち運動する。名前はスウェーデンのルンドにあるイデオンサイエンスパークに因む。基準種はイデオネラ・デクロラタンスでGC含量67.4から70.4。
カタラーゼ陽性。汚泥や土壌などから発見されており、基準種のイデオネラ・デクロラタンスは塩素酸や硝酸を電子受容体として利用した呼吸を行うが、他の種にはこの能力はみられない。イデオネラ・サカイエンシスはペットボトルの表面から発見され、ペット樹脂を分解する能力があり、注目を集めている。